# Wit (opera teatrale)
Wit è un'opera teatrale della drammaturga statunitense Margaret Edson vincitrice del Premio Pulitzer per la drammaturgia nel 1999.
Nel 2001 Mike Nichols ha scritto e diretto un adattamento televisivo del dramma, La forza della mente, con Emma Thompson, Christopher Lloyd, Eileen Atkins, Audra McDonald ed Harold Pinter. Nel 2003 Marco Tutina e Patrizia Valduga hanno composto un'opera lirica tratta da Wit, intitolata Vita, per il Teatro alla Scala di Milano nel Piccolo Teatro Studio.

## Trama
Vivian Bearing, insegnante universitaria di letteratura inglese specializzata negli Holy Sonnets di John Donne, scopre di avere un cancro alle ovaie al quarto stadio e si sottopone a un pesante ciclo di chemioterapia intensiva.
Mentre la terapia procede, Vivian è stremata e non può fare altro che riflettere sulla propria vita: il rapporto con il padre, gli anni dell'università, la straordinaria influenza della professoressa E. M. Ashford, l'amore per l'opera di Donne, gli anni dell'insegnamento (rimpiangendo anche di essere stata una docente così dura e intransigente) ed il fatto di non essersi mai fatta una famiglia.
Sempre più debole, Vivian cerca negli infermieri e nei dottori quel contatto umano che ha sempre negato ai suoi studenti e si fa forza recitando i sonetti di Donne. Alla fine, Vivian muore ed il suo corpo martoriato si alza dal lettino d'ospedale, si spoglia e cammina verso la luce.